# Creu de terme de Torrefeta
La Creu de terme de Torrefeta és una creu de terme de Torrefeta, al municipi de municipi de Torrefeta i Florejacs, a la comarca de la Segarra. És un monument protegit i inventariat dins el Patrimoni Arquitectònic Català.

## Situació
La creu s'aixeca als alts plans dels Nials, molt a prop del terme municipal de Guissona i a uns 70 metres al sud de l'ermita de la Mare de Déu de les Flors de Maig, al peu del concorregut camí-pista de Guissona a Torrefeta.
A llevant, destaca la silueta del casal de la Torre d'en Carlos.
S'hi pot arribar des de Gra i des de Torrefeta, però lo més pràctic és accedir-hi des de la carretera L-311 (de Cervera a Guissona). Al punt quilomètric 13,4 (41° 46′ 31.41″ N, 1° 16′ 55.89″ E / 41.7753917°N,1.2821917°E) es pren la pista en direcció sud-oest (apta per a tota mena de vehicle). Als 800 metres, després de passar per davant de la citada ermita, s'arriba al lloc on està emplaçada la creu envoltada d'extensos camps de conreu.

## Descripció

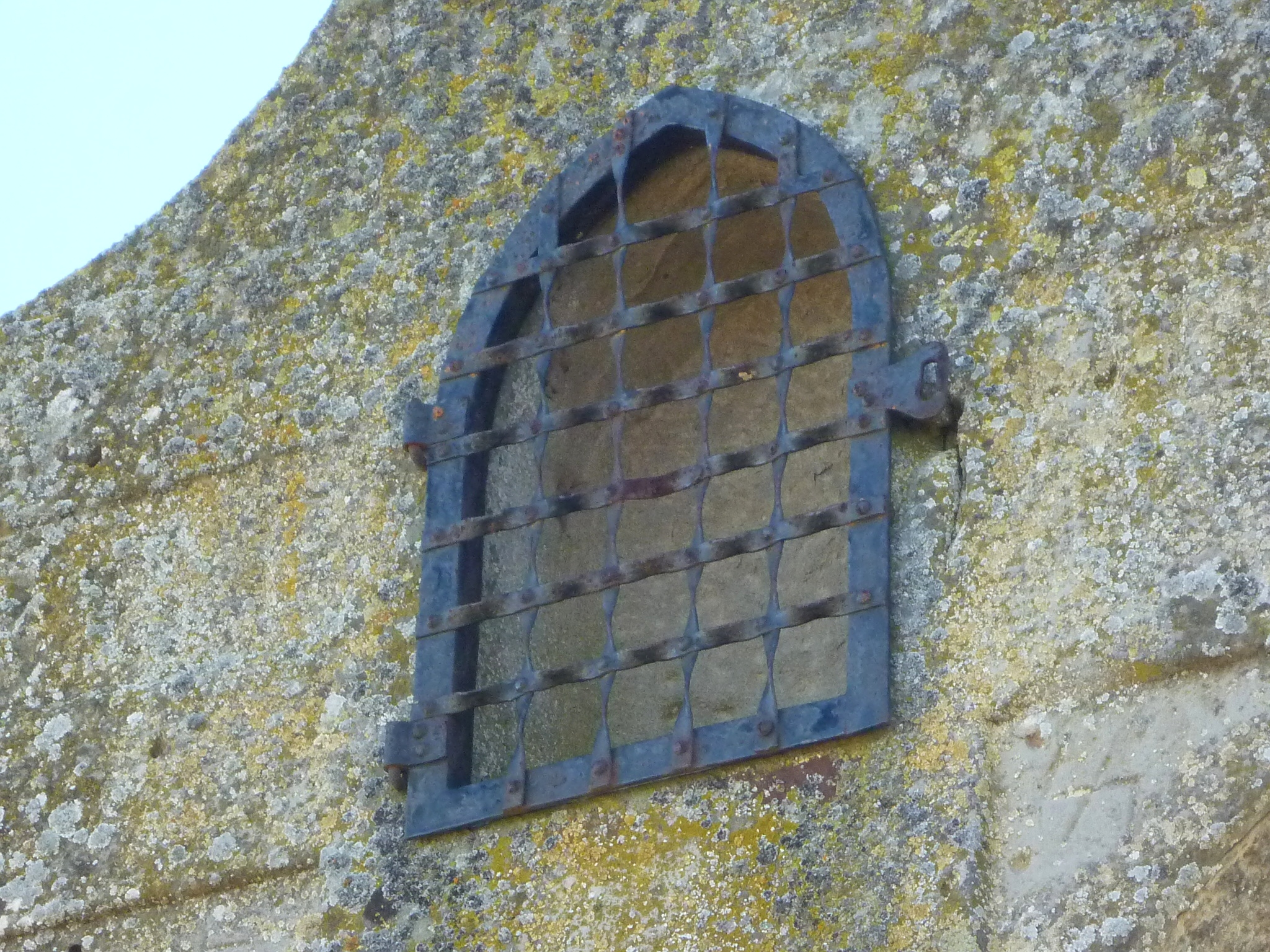
Fornícula al creuer

La creu té una base esgraonada de tres nivells i sòcol, amb fust de secció quadrada que acaba amb la creu. Té una alçada d'uns 3 metres. Una particularitat d'aquesta creu és la fornícula oberta al creuer, protegida per una reixa de forja però buida en el seu interior. A la cara de ponent hi figuren diverses inscripcions molt erosionades i pràcticament illegibles. Dalt de tot s'hi llegeix clarament "1939".